# Felisa Melendo Alonso
Felisa Melendo Alonso (ca. 1916 - Madrid, ca. 1999) fou una dirigent comunista valenciana.

## Biografia
Era secretària d'organització de la Unió de Xiques d'Alacant durant la guerra. Probablement, germana d'Ataulfo Melendo, jove responsable del PCE alacantí. En una assemblea d'Unió de Xiques el 1938 va cridar les dones a col·laborar amb l'esforç bèl·lic, va criticar que els sindicats no oferiren una ajuda eficaç a les dones que es volien incorporar al treball, va reclamar igual salari a igual treball i va demanar ajuda al govern.
Va escriure nombrosos articles en la premsa, en especial als periòdics comunistes Nuestra Bandera i Juventud, en què animava les joves a col·laborar amb les autoritats, a capacitar-se i a incorporar-se al treball. En un text, va lloar la crida del govern a la incorporació de les dones al treball, perquè demostrava que no es considerava a les dones com a éssers inferiors als homes (Nuestra Bandera, 5 d'octubre de 1937); en un altre, va reclamar el dret de les dones a treballar i a desenvolupar qualsevol professió des d'on lluitar contra el feixisme i construir una futura Espanya (Nuestra Bandera, 11 de novembre de 1937).
Des de la Unió de Xiques es va interessar, a més, per la formació intel·lectual, física i professional de les joves, i per la creació de cases-bressol per als fills i les filles de les treballadores. En octubre de 1937 fou nomenada responsable del Secretariat Femení de la Federació Provincial de les Joventuts Socialistes Unificades (JSU) i fou integrant de l'Aliança Juvenil Antifeixista. Va intervenir en mítings de l'Agrupació de Dones Antifeixistes en la província, on animava a la lluita antifeixista. En juliol de 1938, es va incorporar a l'executiva nacional de les JSU i es va traslladar a Madrid.
Després de la fi de la guerra, es va exiliar a l'URSS, on estudià a l'escola Plániemaya amb altres quadres polítics del Partit Comunista d'Espanya. Va morir probablement el 1999, a Madrid.